# Isidoro Mora

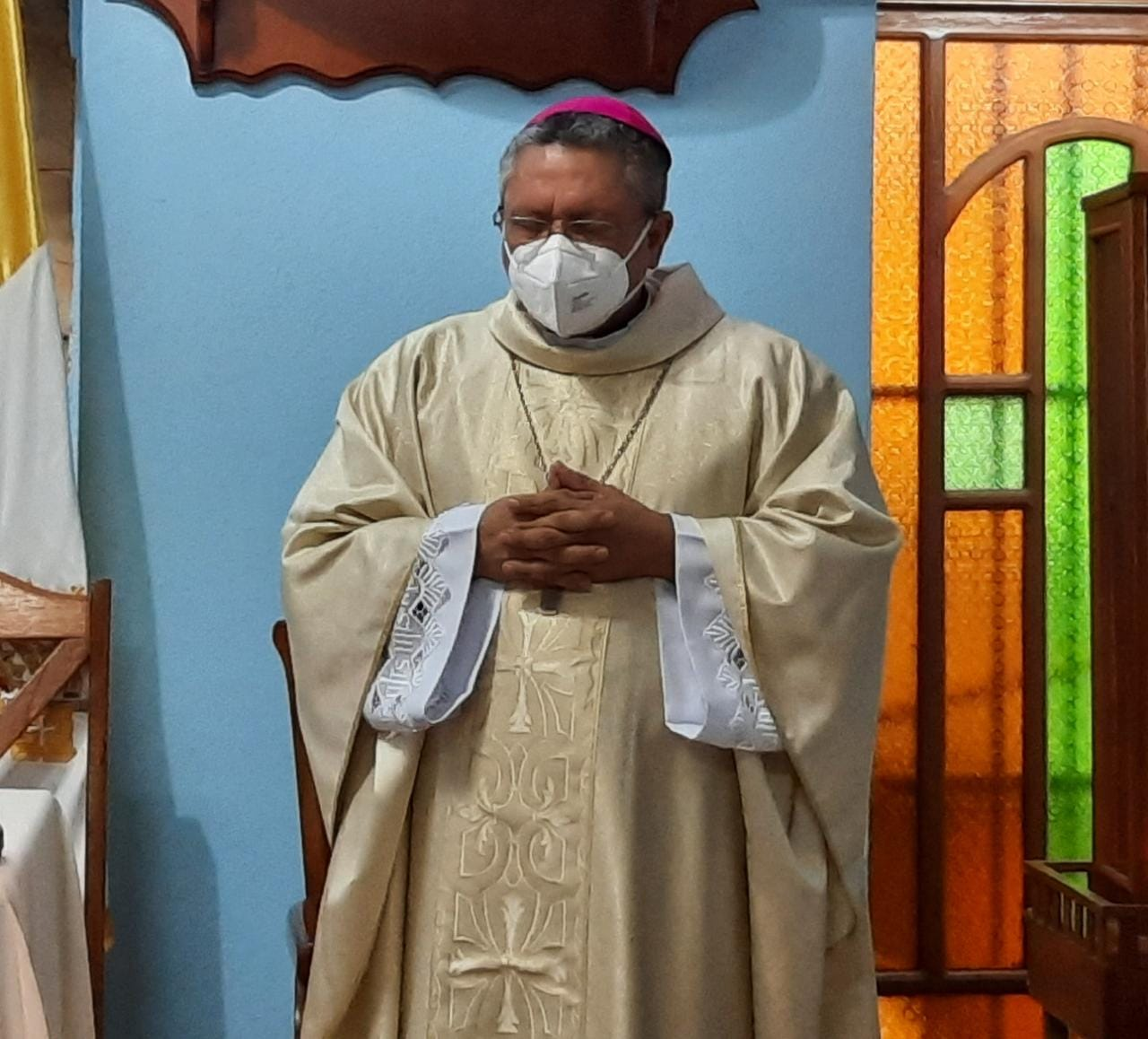
Isidoro Mora am 26. April 2021 während der COVID-19-Pandemie mit Atemschutzmaske

Isidoro del Carmen Mora Ortega (* 5. März 1970 in Matagalpa) ist ein nicaraguanischer Geistlicher und  römisch-katholischer Bischof von Siuna.

## Leben
Isidoro del Carmen Mora Ortega studierte Philosophie am Priesterseminar San Pedro Apóstol in Granada und Katholische Theologie am Priesterseminar Nuestra Señora de Fatima in Managua. Er empfing am 20. September 2003 die Priesterweihe für das Bistum Matagalpa.
Nach der Priesterweihe war er ein Jahr lang Pfarrvikar der Pfarreien San José in Matiguás und Nuestro Señor de Esquipulas, bevor er Pfarradministrator der Pfarreien San Isidro und San Dionisio in Matagalpa wurde. Von 2007 bis 2008 war Isidoro del Carmen Mora Ortega Pfarrer der Pfarrei San Juan Bautista in Muy Muy. Seit 2009 war er Pfarrer der Pfarrei San Ramón Nonato und Generalvikar des Bistums Matagalpa.
Am 8. April 2021 ernannte ihn Papst Franziskus zum Bischof von Siuna. Der Erzbischof von Leopoldo José Kardinal Brenes Solórzano, Erzbischof und Metropolit von Managua spendete ihm am 26. Juni 2021 in der Kathedrale von Siuna die Bischofsweihe. Mitkonsekratoren waren Bischof Pablo Ervin Schmitz Simon, O.F.M. Cap.und Rolando José Álvarez Lagos, Bischof von Matagalpa.
Isidoro Mora und Álvarez Lagos wurden wegen ihrer Gegnerschaft zum Regime von Daniel Ortega inhaftiert und im Januar 2024 in die Vatikanstadt abgeschoben.